# 맥포터널 탈선 사고
맥포터널 탈선 사고(麥浦터널 脫線 事故)는 2023년 7월 14일 오후 22시 58분에 익산역을 출발해 수색차량사업소로 가던 무궁화호 J1512열차가 산사태로 인한 토사 유입, 관제 지시 불이행에 의해 탈선한 사건이다. 이 열차에는 승객이 없었지만 기관사가 탈선으로 인해 부상을 입었다.

## 원인
2023년 여름 한반도 집중호우가 계속되자 한국철도공사는 호남선 익산역~서대전역의 열차 운행을 7월 14일 오후 18시부터 중지시켰다. 따라서 여수엑스포역을 출발해서 용산역으로 가던 무궁화호 1512열차는 익산역에서 타절하고 회송 열차로 바꿔서 수색차량사업소로 가고 있었다. 그런데 J1512열차가 운행하고 있던 순간에 맥포터널 출구에 산사태로 인한 토사가 유입되면서 선로가 막혔고, 터널을 통과하자마자 유입된 토사를 만난 J1512열차는 진행하지 못하고 탈선하고 말았다.

## 사고 여파
사고 열차인 8254호 전기 기관차와 무궁화호 객차 6량은 차량기지로 회송되었다. 경부선의 일반열차 운행이 며칠 동안 중단되었다.

## 같이 보기
- 2023년 여름 한반도 집중호우